# خان عسل
خان العسل (به عربی: خان العسل) یک روستا در سوریه است که در حلب واقع شده‌است.
خان العسل هم اکنون به دست هیئت تحریر الشام سقوط کرده است.